# 堀井美月
堀井 美月（ほりい みづき、1986年4月21日 - ）は、千葉県出身のグラビアアイドル。

## 経歴
大学在学中の2004年、新宿の伊勢丹前でスカウトされて芸能界入り。
2005年、自身初となるDVDを発売。
2006年11月、ルドイア☆星惑三第の番組内オーディションに合格し、以降同番組に火星るる(ひぼしるる)の名義で出演する。堀井美月としての活動とは一線を画し、あくまで｢火星るるはお友達｣として別人を装う。
2007年2月21日、『超劇場版ケロロ軍曹2 深海のプリンセスであります!』の公開を記念して行われたコスプレ大会｢プリンセス夏美をさがせ!夏美コスプレコンテスト｣で優勝。以後、プリンセス夏美のコスプレ姿で同作品のPR活動を行う。3月18日、グッドウィルドームの西武対楽天戦で始球式を行う。隣にはケロロがいた。11月28日、ファーストCD「アタックNo.1」をリリースし、歌手デビュー。
2009年4月2日、自身のブログにて｢今後の活動についてゆっくり考えたい｣と発言。以降、ブログの更新は無く活動休止状態が続いている。

## 作品

### イメージDVD
- 堀井美月 Hカップ姫（2005年7月22日、日本メディアサプライ）
- 堀井美月 ミヅキのミニマム爆乳ボディー（2006年1月27日、VEGA FACTORY）
- 堀井美月 デカメロンちゃん（2006年4月21日、竹書房）
- 148cm 堀井美月 今井叶美（2006年7月21日、Spice Visual）
- Physical（2006年8月22日、Air control）
- ONE 堀井美月（2006年10月27日、Spice Visual）
- MH T148 B93i（2007年1月26日、Spice Visual）
- 堀井美月 ON/OFF（2007年2月23日、Spice Visual）
- 堀井美月 みつキス（2007年5月11日、竹書房）
- 堀井美月 華みづき（2007年7月20日、ラインコミュニケーションズ）
- 堀井美月 美育（2007年10月26日、彩文館出版）
- 堀井美月 みづきいろ（2008年1月25日、フォーサイド・ドット・コム）
- 堀井美月 ホリリズム（2008年9月26日、Spice Visual）
- 堀井美月 ホリイ・ザ・ベスト（2010年9月24日、Spice Visual）

## 出演

### 映画
- DRIFT SPECIAL ～Beauty Battle～（2007年8月3日、ジェネオン エンタテインメント）「楓」役

### テレビ
- 給与明細（2006年9月、TX）調査員オーディション
- ルドイア☆星惑三第（2006年10月7日 ‐ 2007年9月29日、NTV）[6]

## ディスコグラフィ

### シングル
- 『アタックNo.1』（2007年11月、GIRLS'PARTY）
- 『いかすぜ! ユニバース』（2007年8月22日、バップ）※火星るる名義で｢東京タワーとあなたと火星｣を収録[7]

### アルバム
- 『ルドイア☆星惑三第』（2007年3月21日、バップ）※火星るる名義で｢東京タワーとあなたと火星｣を収録

## 出版

### 写真集
- 小町剛廣; Double Moon ダブルムーン―堀井美月写真集 大誠社. 2006. ISBN 9784902577105
- KOIKE SHINICHIRO; 美育 堀井美月写真集 彩文館出版. 2007. ISBN 978-4-7756-0223-2
- B.L.T.特別編集「惑星アイドル」第三弾写真集「ほんもの」 東京ニュース通信社. 2007[8][注釈 1]

### 雑誌
- FLASH EXCITING(89号) 光文社. 2005
- FLASH EXCITING(92号) 光文社. 2006
- SUKUSUIスクスイVol.13(平成18年9月19日発行まぁるまん特別編集) ぶんか社. 2006
- sabra13号 小学館. 2007
- B.L.T. 関東版(2007年3月号) 東京ニュース通信社. 2007
- B.L.T. 福岡・広島版(2008年3月号) 東京ニュース通信社. 2008
- 週刊ヤングジャンプ(2008年6月26日号) 集英社. 2008. ASIN: B001AGQAAM

## その他
特技は箸使い、陸上。趣味は釣り、犬と遊ぶこと、フリースロー。